# Illés Imre Áron
Illés Imre Áron (Szeged, 1982. augusztus 17. –) magyar történész, a Szegedi Tudományegyetem Történeti Intézetének egyetemi tanára. Fő kutatási területe az ókori Római Birodalom városi közigazgatása, Hispánia romanizációja és a görög historiográfia.

## Tanulmányai, tudományos fokozatai, munkahelyei
2001-ben érettségizett a szegedi Radnóti Miklós Kísérleti Gimnázium speciális matematika tagozatán. 2007-ben szerzett Latin nyelv- és irodalom szakos bölcsész és tanár, ógörög szakos bölcsész diplomát a Szegedi Tudományegyetem Bölcsészettudományi Karán. Két évre rá történelemből is szerzett diplomát. 2007 és 2010 között a Történettudományi Doktori Iskola Antikvitás Programjában vett részt. 2013-ban doktori címet szerzett. Disszertációját a lex Flavia municipalisból írta.
Rövid időre, 2011 és 2013 között latin nyelvet tanított az Orosházi Táncsics Mihály Gimnázium, Szakközépiskola és Kollégium intézményében. 2015 óta tanít az SZTE Történeti Intézet Ókortörténeti Tanszékén. Ezenkívül ő adjunktusi címmel is rendelkezik és ő a tanszék vezetőhelyettese. A kar Antikvitás Programjának oktatója is.

## Szervezeti tagság
- Ókortörténeti Tudományos Bizottság
- Magyar Ókortudományi Társaság
- Magyar Tudományos Akadémia[4]

## Díjak
- 2006: SZTE BTK Történeti Intézet helyi TDK I. díj
- 2007: XXVIII. OTDK Humán Tudományi szekció (Ókortudomány) I. díj
- 2014: Hahn István – emlékdíj
- 2018: Révay József-díj

## Fő művei

### Könyvek
A lex Irnitana(egy Flavius-kori municipium törvénye). (Fordítás, bevezető, jegyzetek). Documenta Historica 77. Szeged, 2007.
Hivatalnokok, lázadók, szerzetesek. (Késő római szöveggyűjtemény 1.) (Lektorálás, a közigazgatásra vonatkozó szemelvények fordítása, bevezetés, jegyzetek). Társszerzők: Bara P., Palotás Gy., Szabó Á. Á. és Varga F. Documenta Historica 84. Szeged, 2011.
Városi közigazgatás a Digesta 50. könyvében. (Fordítás, bevezető, jegyzetek). Documenta Historica 85. Szeged, 2011.
Ókori indiai történeti szöveggyűjtemény. (A görög-latin szövegek gondozása, lektorálás, fordítás, jegyzetek). Társszerkesztők: Wojtilla Gyula, Zentai György. Szeged 2012.
Késő római szöveggyűjtemény. (Szerkesztés, fordítás, lektorálás, jegyzetek). Szeged, 2013. Társszerkesztő: Dr. Székely Melinda
Vespasian’s Edict and the Flavian Municipal Charters. Budapest, 2016.

### Szerkesztések
Belvedere Meridionale. 23/3, 2011.Imperium sine fine – a határtalan birodalom. Tanulmányok Róma császárkori történelméről. Társszerkesztő: Székely Melinda
Tanulmányok a hetvenéves Wojtilla Gyula tiszteletére. Társszerkesztő: Székely Melinda. Szeged 2016.
Annual of the Institute of History, University of Szeged, Hungary 17, 2017. (Társszerkesztő: Székely Melinda)